# Lada Vesta
De Lada Vesta is een middenklasse personenauto van AvtoVAZ en in productie sinds 2015. Het ontwerp van Steve Mattin werd in augustus 2014 voor het eerst getoond op de internationale autotentoonstelling van Moskou en ging in serieproductie op 25 september 2015 in Izjevsk. In korte tijd werd het een van de best verkochte auto's op de Russische markt.

## Beschrijving
De Vesta is gebouwd op het nieuwe Lada B/C-platform, ontwikkeld door technici van AvtoVAZ en Renault-Nissan. Er zijn twee benzinemotoren leverbaar: een 106 pk en 148 Nm sterke 1,6 liter viercilinder en een 1,8 liter viercilinder met 122 pk en 177 Nm, gekoppeld aan een handgeschakelde versnellingsbak van Renault of een door AvtoVAZ zelf ontwikkelde vijftraps halfautomatische versnellingsbak.
Standaard heeft de Vesta airbags, antiblokkeersysteem, remassistentie, elektronische remkrachtverdeler (EBD), elektronische stabiliteitscontrole, tractiecontrole, hill start assist, ERA-GLONASS noodsysteem, verstelbare stuurkolom, centrale deurvergrendeling met afstandbediening en een inklapbare sleutel, boordcomputer, auto-alarm, 15 of 16-inch wielen en een volwaardig reservewiel. Daarmee is het een van de meest compleet uitgeruste modellen in het instapsegment in Rusland.

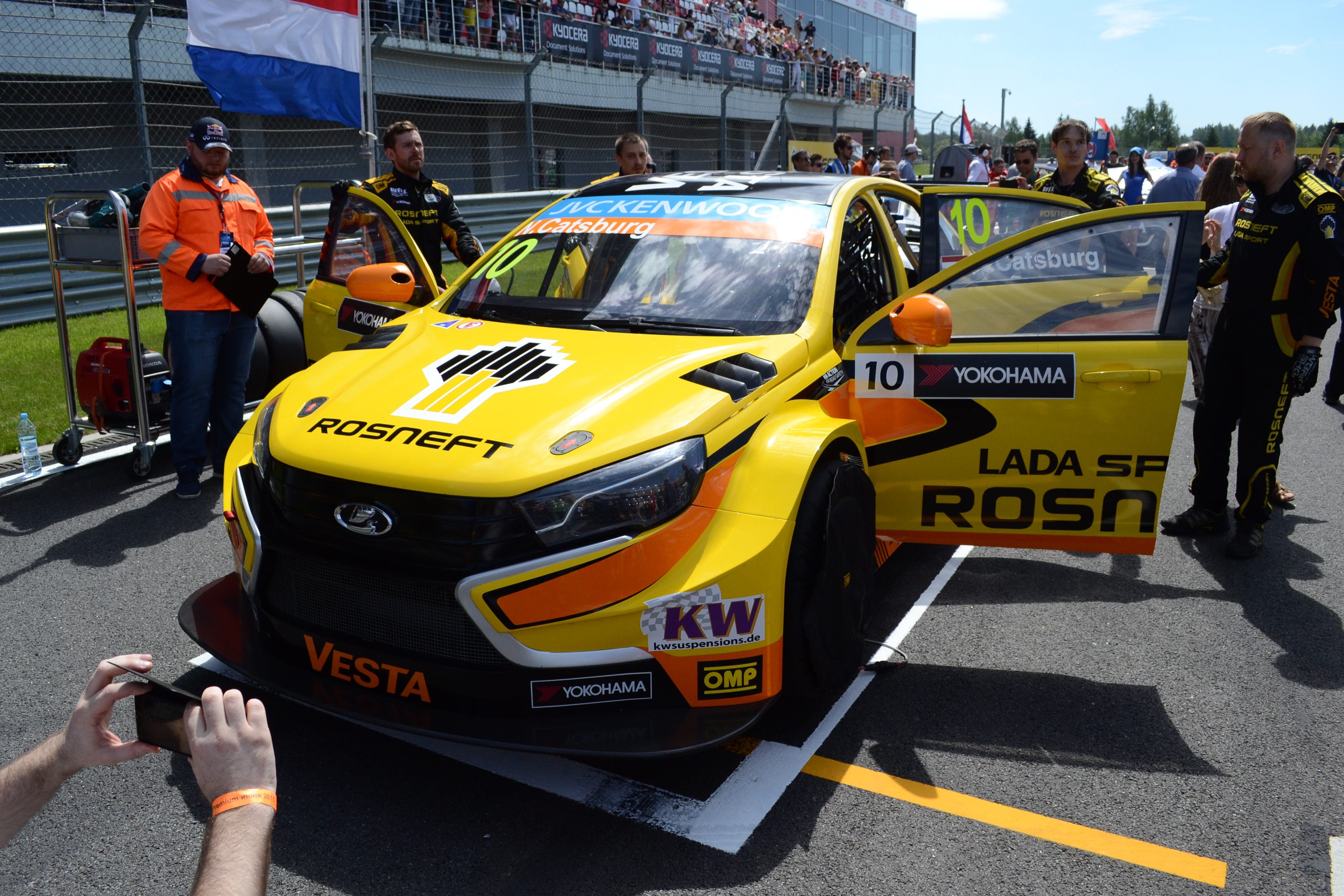
Lada Vesta in het WTCC (2015)

Lada Sport neemt sinds 2015 met de Vesta deel aan het FIA World Touring Car Championship met de coureurs Robert Huff, James Thompson en Mikhail Kozlovskiy.

## Export naar West-Europa
Sinds februari 2017 wordt de Vesta ook in Duitsland aangeboden voor prijzen vanaf 12.490 euro. Tegelijkertijd startte de verkoop in Oostenrijk voor een prijs van 12.990 euro. Bij de uitvoering Luxus (1.000 euro meerprijs) verandert de airconditioning in een automatische temperatuurregeling en behoren voorruitverwarming en een 7" beeldscherm met navigatiesysteem en achteruitrijcamera tot de uitrusting. Op aanvraag zijn een trekhaak en een autogasinstallatie (LPG) verkrijgbaar.
In Nederland zou een nieuwe Vesta vanwege fiscale wetgeving, waarbij de bpm wordt gekoppeld aan de CO2-uitstoot, te duur worden. Via grijze import zijn wel jong gebruikte exemplaren van ongeveer een jaar oud verkrijgbaar voor ongeveer 17.500 euro.

## Varianten
In juni 2017 zijn de modellen Vesta SW en Vesta SW Cross voorgesteld, de serieproductie begon op 11 september 2017. De SW (van Station Wagon) is als klassieke combi uitgevoerd, de SW Cross is een opgehoogde variant met kunststof aankleding rondom. Vanaf het tweede kwartaal van 2017 worden de twee nieuwe Vesta's op de Russische markt aangeboden, in 2018 volgen ook andere Europese markten.

In 2018 werd een cross-over-versie van de sedan gepresenteerd. De Vesta Cross staat op 17-inch lichtmetalen wielen en heeft een bodemspeling van in totaal 20,3 centimeter, 2,5 centimeter meer dan de reguliere sedan. Vierwielaandrijving ontbreekt.
Op de autotentoonstelling van Moskou in augustus 2018 presenteerde Lada met de Vesta Sport een sportieve variant van het model. Deze is gebaseerd op de sedan en produceert 145 pk. De Vesta Sport is 1,6 centimeter verlaagd ten opzichte van de reguliere Vesta, heeft 17-inch lichtmetalen velgen en verschillende sportief ogende accessoires.
In 2024 is de Vesta gefacelift en daarbij zijn ook de Cross en Sport versies weer leverbaar.

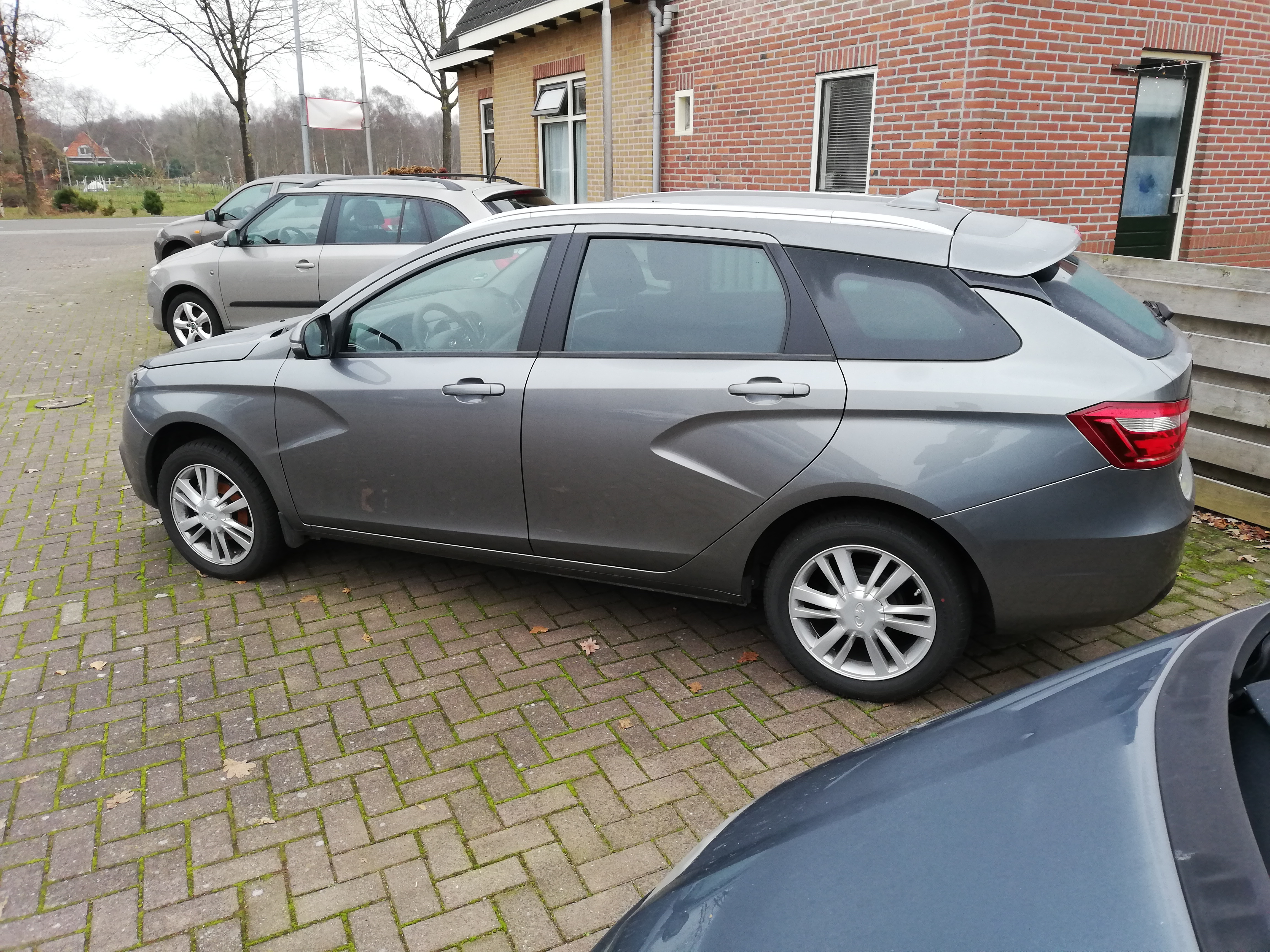
Lada Vesta SW
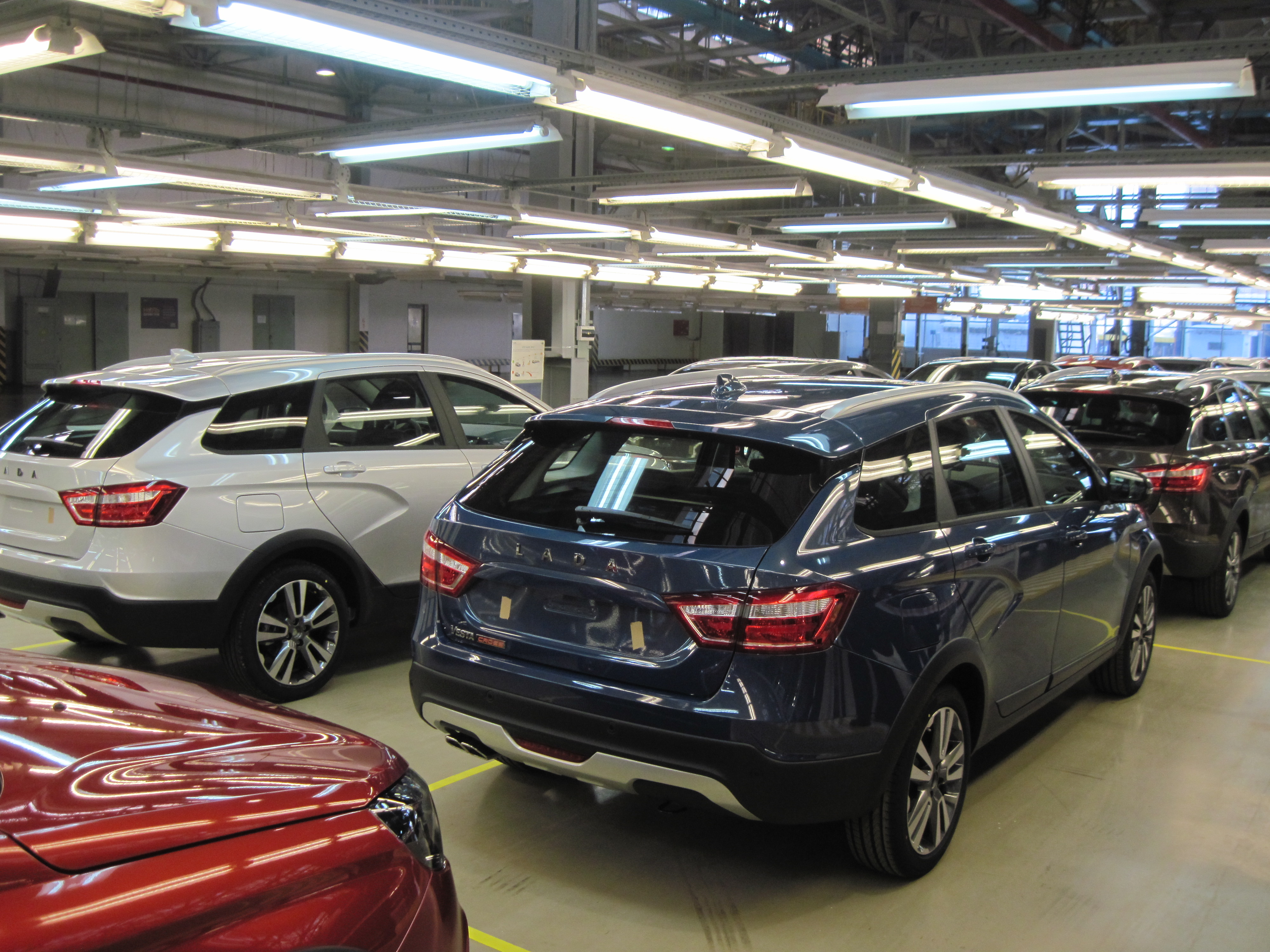
Lada Vesta SW Cross
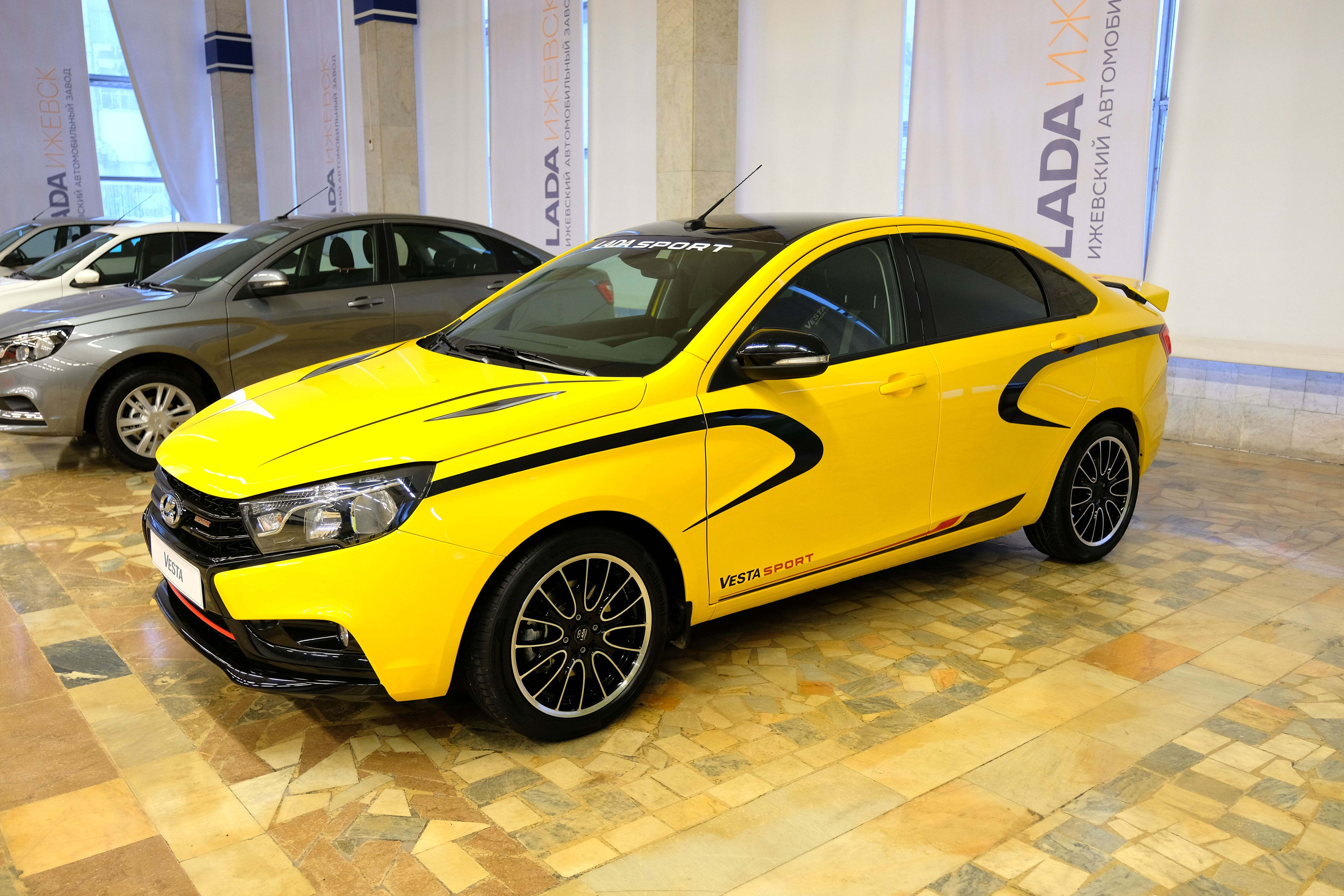
Lada Vesta Sport